# JR貨物UF45A形コンテナ
UF45Aコンテナ（UF45Aがたコンテナ）は、日本貨物鉄道（JR貨物）輸送用として籍を編入している私有コンテナ（冷凍コンテナ）である。

## 概要
本形式の数字部位 「 45 」は、コンテナの容積を元に決定される。このコンテナ容積45 m3の算出は、厳密には端数四捨五入計算の為に、内容積44.5 m3 - 45.4 m3の間に属するコンテナが対象となる。
また形式末尾のアルファベット一桁部位「A」は、コンテナの使用用途（主たる目的）が「普通品の輸送」を表す記号として付与されている。
各個体を示す番号は38000番台と39500番台の2種類が存在する。これは30000番台が長さが30 ft級のもの。8000番台が総重量13.5 t以上のもの、9500番台が特別大型で第1積載限界内で輸送するものをそれぞれ示している。つまり個体番号よりコンテナの概略サイズが解る便利な標記である。
また本形式コンテナは38000番台が青函トンネル通過可能仕様であるのに対して、39500番台が青函トンネル通過禁止仕様である。これは各所有者の輸送（運行）区間の違いのためである。

## 特記事項
ランテックが所有する本形式コンテナ（39501 - 39512）の全ては輸送時に床下から伝わる振動を軽減させる免震構造となっている。これは同社が扱う積載品の中には固まっていないチルド状態のケーキ類や、大きな振動が長時間続くと中身が分離しやすい、乳製品（生クリーム ・ ヨーグルト ・ ゼリーなど）が含まれているためである。
また現在、JR貨物公認形式の冷凍コンテナで採用されている分散式および、併用式による輸送中の冷凍機故障事故では、例えばトラック輸送時は運転席の真後ろ位置にあるコンテナの冷凍機から、異音や煙が出るなどのトラブルは、運転手が気付きやすく対処も早くできる。これに対して鉄道輸送では、たまたま途中停車時の発見または、走行中に出火を起こし外部からの通報で発覚するなど、ごく稀な発見事例以外では故障が発見されにくく、過去には輸送後の着地点検で故障が発見されるも、時遅く全ての積荷が全滅事故などのリスクも常に付きまとう事情がある。この過去の苦い経験を生かし現在は、『ロボットコンテナ』と名付けたGPSを利用した遠隔通信システムにより、温度変化・ドアの開閉状態を中心に複数の監視機能を、30 ft級冷凍コンテナを所有する業界最多保有数180個（2021年7月現在）の、全てのコンテナに装備して冷凍機事故被害の撲滅を図っている。

## 番台毎の概要

### 38000番台
38001 - 38006
東札幌日通輸送所有。全高2,600 mm（規格外）、全長9,410 mm（規格外）、総重量14.5 t。当初は西松浦通運所有(2012年頃に転属)
38007 - 38011
東札幌日通輸送所有。全高2,620 mm（規格外）、全長9,410 mm（規格外）、最大総重量19.9 t。外見は同社所有のUF42A形の38047～38050と同一｡エンジンは菱重コールドチューン製のTFV2000Dマルチが装着されている。
38012 - 38015
福岡ソノリク所有。全高2650mm(規格外)、全長9410mm(規格外)、総重量16.5t。廣川運送からの中古コンテナ(UF47A形)の置換え用。製造は矢野特殊自動車｡

### 39500番台
39501 - 39504
ランテック所有。床面は免震構造(車体下からの振動対策)仕様。片側面の冷凍機寄りに、小幅な横ドア付き。規格外ハローマーク付き（全高 H =2,750 mm、全長 L =9,410 mm）仕様。総重量16.5 t。2011年に矢野特殊自動車製造。「青函トンネル通過禁止」仕様。
39505 - 39512
ランテック所有。床面は免震構造(車体下からの振動対策)仕様。横ドアなし。規格外ハローマーク付き（全高 H =2,750 mm、全長 L =9,410 mm）仕様。総重量16.5 t。2012年に矢野特殊自動車製造。「青函トンネル通過禁止」仕様。39503のみセンコーグループロゴが上にある。